# Antoni Gausí i Subias
Antoni Gausí i Subias   (Lleida, 10 de desembre de 1927 - 6 de maig de 2021) fou un futbolista català de la dècada de 1950 i posterior dirigent esportiu.

## Trajectòria
Fou futbolista del club Ilerda i més tard del CD Leridano, i finalment de la UE Lleida, des de la seva fundació el 1947. Amb la UE Lleida va debutar a primera divisió la temporada 1950-51. La següent temporada ingressà al Reial Madrid, però gairebé no jugà, car coincidí al club amb homes com Luis Molowny. La temporada 1953-54 ingressà al Real Club Celta. La seva millor etapa la va viure al Celta de Vigo, club on jugà 114 partits i marxà 21 gols, durant cinc temporades (1953-58). La temporada 1957-58 fitxa el Reial Saragossa, on jugà durant dues temporades i a continuació fitxà pel Llevant UE a Segona. Finalitzà la seva carrera novament a Lleida (1962-63).
Posteriorment exercí de dirigent de la UE Lleida, essent directiu entre 1967-68 i 1977-81, i president del club en dues etapes diferents: 1982-86, 1998-02. El 2 de juny de 2005 fou objecte d'un homenatge amb un partit entre la Unió Esportiva Lleida i el FC Barcelona.